# 武林三國
武林三國，是九维互动开发的一款大型戰爭策略網頁遊戲，以东汉末年的三國為主題。

## 遊戲特色
遊戲中有三個國家給玩家選擇，魏國、吳國、蜀國。每个国家都有特别的将领和兵种供玩家使用，同时，游戏还配有官职系统。